# Benzilamin
Benzilamin je hemijsko jedinjenje sa formulom .  Ono se sastoji od benzil grupe, , vezane za aminsku funkcionalnu grupu. Ova bezbojna tečnost je široko korišteni prekurzor u organskoj sintezi.
Benzilamin se priprema hidrogenacijom benzonitrila.
On se koristi kao izvor amonijaka, pošto se nakon N-alkilacije, benzil grupa može odstraniti hidrogenolizom:
Tipično se koristi baza u prvom stepenu za apsorpciju HBr.

## Literatura
1. ↑  Joanne Wixon; Douglas Kell (2000). „Website Review: The Kyoto Encyclopedia of Genes and Genomes — KEGG”. Yeast. 17 (1): 48—55. doi:10.1002/(SICI)1097-0061(200004)17:1<48::AID-YEA2>3.0.CO;2-H.
2. ↑  „Solubility of benzylamine in methanol”.[мртва веза]
3. ↑  „Fischer Scientific”. Архивирано из оригинала 03. 03. 2016. г. Приступљено 19. 04. 2011.
4. ↑  Gatto, V. J.; Miller, S. R.; Gokel, G. W. (1993). „4,13-Diaza-18-Crown-6”. Org. Synth.; Coll. Vol., 8, стр. 152 (primer alklilacije benzilamina kome sledi hidrogenoliza).